# Lockheed AH-56 Cheyenne
Lockheed AH-56 Cheyenne var en prototyp för ett kombinationsflygplan som utvecklades av Lockheed Corporation för USA:s armé. Det utvecklades ut arméns program "Advanced Aerial Fire Support System" som syftade till att få fram den första specialiserade attackhelikoptern i USA. Lockheed Cheyenne hade en fyrbladig rotor, lågt placerade vingar och en skjutande propeller i stjärtpartiet. 
Lockheed fick 1966 ett kontrakt för tio prototyper. Jungfruflygningen skedde den 21 September 1967. Lockheed fick i januari 1968 ett kontrakt för serieproduktion, men detta bröts 1969 efter ett haveri och produktionsförseningar. Utvecklingsprogrammet fortsatte ett tag, men avbröts 1972.